# Anni 1570
Gli anni 1570 sono il decennio che comprende gli anni dal 1570 al 1579 inclusi.

## Eventi, invenzioni e scoperte
- 1570 - Viene pubblicato il Messale di san Pio V, con cui si unifica la liturgia dell'Occidente
- 7 ottobre 1571 - Si fronteggiano nella battaglia di Lepanto le flotte della Lega santa e ottomane. Grande disfatta dei turchi che persero fino a 35 000 uomini.